# Powell y Pressburger
La asociación de los cineastas Michael Powell y Emeric Pressburger, también conocidos como The Archers, realizó una serie de influyentes películas en las décadas de los 1940 y 1950, y en 1983 fueron reconocidos por su contribución al cine inglés con el BAFTA Academy Fellowship Award, el más prestigioso de los premios otorgados por la academia británica del cine (BAFTA).
Sus películas en colaboración eran generalmente escritas por Pressburger, con Powell en la dirección. En la mayoría de sus filmes, la pareja monopoliza los créditos de productor, director y escritor.

## Filmografía
Para una relación de las películas realizadas por el tándem Powell-Pressburger consúltese las películas de Powell y Pressburger.
- El espía negro (película de 1939)
- El ladrón de Bagdad (película de 1940)
- Contrabando (película de 1940)
- 49th Parallel (película de 1941)
- Perdido un avión (película de 1942)
- Coronel Blimp (película de 1943)
- The Volunteer (película de 1944)
- A Canterbury Tale (película de 1944)
- I Know Where I'm Going! (película de 1945)
- A Matter of Life and Death (película de 1946)
- Narciso negro (película de 1947)
- Las zapatillas rojas (película de 1948)
- The Small Back Room (película de 1949)
- Gone to Earth (película de 1950)
- El libertador (película de 1950)
- Los cuentos de Hoffman (película de 1951)
- Oh... Rosalinda!! (película de 1955)
- Emboscada nocturna (película de 1957)
- ¡Qué gente más rara! (They're a Weird Mob) (película de 1966)
- The Boy Who Turned Yellow (película de 1972)